# 洞庭秋思
〈洞庭秋思〉，古琴曲，以洞庭湖為題材。在《西麓堂琴统》、《悟雪山房琴谱》和《律话》、《希韶阁琴谱》等琴谱中都有收录这曲。
《悟雪山房琴谱》中用了一首诗来表达此曲的意境，诗云：“曾放扁舟泝楚天，淸猿淚竹思凄然，廿年夢裡湘山月，今夜分明在七絃。”其曲调高古雅正，意味悠远。

## 外部連結
- YouTube上的〈洞庭秋思〉，查阜西演奏，收錄於《中國音樂大全‧古琴卷》
- YouTube上的〈洞庭秋思〉，成公亮演奏，收錄於《如是寧靜》（页面存档备份，存于）